# Крири
Крири (чеш. Kryry) град је у Чешкој Републици. Град се налази у управној јединици Устечки крај, у оквиру којег припада округу Лоуни.

## Географија
Крири се налази у историјској покрајини Бохемији. Град је удаљен око 80 км западно од главног града Прага.

## Становништво
Према подацима о броју становника из 2014. године град је имао 2.371 становника.

## Галерија
- Крири
- Крири
- Црква рођења Пресвете Богородице
- Шилеров видиковац